# 172
Évszázadok: 1. század – 2. század – 3. század
Évtizedek: 120-as évek – 130-as évek – 140-es évek – 150-es évek – 160-as évek – 170-es évek – 180-as évek – 190-es évek – 200-as évek – 210-es évek – 220-as évek
Évek: 167 – 168 – 169 – 170 –  171 – 172 – 173 – 174 – 175 – 176 – 177

## Események

### Római Birodalom
- Servius Calpurnius Scipio Orfitust (helyettese C. Modius Justus) és Sextus Quintilius Maximust választják consulnak.
- Marcus Aurelius átkel a Dunán és legyőzi a markomannokat és szövetségeseiket. A harcban a római hadvezér, Marcus Valerius Maximianus személyesen öli meg a naristusok királyát. A markomannok beleegyeznek, hogy nem kötnek szövetséget barbárokkal, kereskedelmüket Róma felügyeli és visszaadják a Pannoniában szerzett zsákmányt. Marcus Aurelius és 11 éves fia, Commodus felveszi a Germanicus melléknevet.
- A magas élelmiszerárak miatt felkelés tör ki Egyiptomban. A lázadók már Alexandriát veszélyeztetik, de Gaius Avidius Cassius kormányzó megállítja őket. A felkelést csak 175-re sikerül teljesen elfojtani.

## Születések
- Lu Szu, kínai hadvezér

## Halálozások
- Tou Miao, kínai császárné és régens

## Fordítás
- Ez a szócikk részben vagy egészben  a(z)   172 című francia Wikipédia-szócikk ezen változatának fordításán alapul.  Az eredeti cikk szerkesztőit annak laptörténete sorolja fel. Ez a jelzés csupán a megfogalmazás eredetét és a szerzői jogokat jelzi, nem szolgál a cikkben szereplő információk forrásmegjelöléseként.